# Varaldsøy
Varaldsøy er den største ø i Hardangerfjorden med et arealpå 45,4 km², og hører til Kvinnherad kommune i Vestland fylke i Norge.
Fra 1837 var Varaldsøy del af Strandebarm formandskabsdistrikt.
De fleste indbyggere lever på sydenden af øen i landsbyen Varaldsøy, hvor Varaldsøy kirke ligger. Det 600 meter høje Øyefjellet er øens højeste punkt.
Øen er et af de få steder på Vestlandet, hvor der vokser blå anemoner. Den norske statsminister Erna Solbergs søster, direktør Marit Solberg i Marine Harvest, har en hytte her, hvor statsministeren tilbringer dele af sommerferien. Der er omkring 180 fastboende.

## Historie
Der var minedrift i anden halvdel af 1800-tallet, i mellemkrigstiden og i 1950'erne, da der blev hentet svovlkis ud. Der er også fundet guld, men ingen drivværdig forekomst. Thomas Ball Barratt var søn af den første minedirektør på Varaldsøy, ven af Edvard Grieg og vistnok den første nordmand, der talte i tunger. Det skete i USA i 1906. I Oslo etablerede han Europas første pinsemenighed.
1. januar 1902 blev Varaldsøy udskilt som selvstændig kommune med 1.661 indbyggere.
1. januar 1965 blev det meste af Varaldsøy med 511 indbyggere slået sammen med Fjelberg og Kvinnherad kommuner, samt et område nord for Skånevikfjorden/Åkrafjorden i Skånevik kommune til den nye Kvinnherad kommune.
En del af Mundheim kreds i Varaldsøy med 300 indbyggere blev samtidig slået sammen med dele af Jondal, Kvam og Strandebarm kommuner til den nye Kvam kommune.
Fylkesvej 126 går fra færgekajen til Gjuvsland. Øen har færgeforbindelse til Årsnes i syd og Gjermundshamn i vest.

## Vers om øen
Jeg ved mig så fager og fredsæl en ø.
som ligger og smiler som drømmende mø.
Og fjorden sig lægger så lindt ind ved barmen
og nynner og synger med hende i armen.